# Национално знаме на Вануату
Националното знаме на Вануату е съставено от две хоризонтални цветни полета: червено отгоре и зелено отдолу и черен триъгълник от към страната на носещото тяло. Върху черното поле е изобразена емблема, съставена от зъб на глиган и два папратови листа. Цветните полета са разделени с жълта ивица във формата на Y, оградена в черно. Отношението ширина към дължина е 3:5.
Зеленият цвят символизира богатството на островите, червеният – кръвта, а черният е символ на хората от Меланезия. Жълтият цвят във формата на Y символизира светлината на божията истина, която се разпространява над архипелага. Глиганският зъб от емблемата е традиционен медальон, който се носи на острова като символ на благополучие. Папратовите листа са символ на мира.
Знамето на Вануату е прието на 13 февруари 1980 г.